# Naumburg (Hessen)
Naumburg is een plaats in de Duitse deelstaat Hessen, gelegen in de Landkreis Kassel. De stad telt 5.003 inwoners.

## Geografie
Naumburg heeft een oppervlakte van 66,29 km² en ligt in het centrum van Duitsland, iets ten westen van het geografisch middelpunt.

## Stadsdelen
- Altendorf
- Altenstädt
- Elbenberg
- Heimarshausen
- Naumburg

Ahnatal · Bad Emstal · Bad Karlshafen · Baunatal · Breuna · Calden · Espenau · Fuldabrück · Fuldatal · Grebenstein · Habichtswald · Helsa · Hofgeismar · Immenhausen · Kaufungen · Liebenau · Lohfelden · Naumburg · Nieste ·  Niestetal ·  Reinhardshagen · Schauenburg · Söhrewald · Trendelburg · Vellmar · Wesertal · Wolfhagen · Zierenberg